# Home Box Office (azienda)
Home Box Office, Inc. è un'azienda statunitense, divisione del gruppo Warner Bros. Discovery, che gestisce i canali HBO e Cinemax. L'azienda è anche attiva nella produzione di serie televisive (tra cui Westworld, Watchmen e Il Trono di Spade).
Nel 2016 HBO ha registrato un EBIT di 1,928 miliardi di dollari.

## Servizi gestiti

### Canali televisivi
La Home Box Office gestisce 8 canali televisivi:
- HBO, lanciato l'8 novembre 1972;
- Cinemax, lanciato il 1º agosto 1980;
- HBO2, lanciato il 1º agosto 1991;
- HBO Signature, lanciato nel 1991;
- HBO Family, lanciato nel dicembre 1996;
- HBO Comedy, lanciato il 6 maggio 1999;
- HBO Zone, lanciato il 6 maggio 1999;
- HBO Latino, lanciato il 31 ottobre 2000.

Tutti i canali sono in simulcast e in alta definizione a 1080i.

### Altri servizi
- HBO HD, un servizio di simulcast che presenta in alta definizione i sette canali principali di HBO (escluso Cinemax) ed è disponibile su diversi provider via cavo come Cox Communications, DirecTV, Charter Communications, Time Warner Cable, Dish Network, Comcast, AT&T U-verse, Optimum e Verizon FiOS; tuttavia, soltanto alcuni di essi propongono tutti e sette i canali in HD. Il canale principale è stato inaugurato il 6 marzo del 1999.
- HBO on Demand è il servizio streaming online on demand del canale ed è accessibile solo tramite abbonamento. È stato lanciato il 1º luglio del 2001 tramite la Time Warner Cable a Columbia, nella Carolina del Sud. Si è trattato del primo canale premium che offrisse un servizio on demand online previo abbonamento negli Stati Uniti. HBO on Demand offre una selezione di film, serie tv originali e special già trasmessi sui canali; ogni venerdì vengono aggiunti nuovi titoli. Il servizio è gratuito per tutti i clienti di HBO che già pagano regolarmente le spese relative alla tv via cavo e al satellite per poter avere l'accesso al network. La HBO ha avviato tale servizio nel tentativo di permettere agli iscritti di accedere a tutti i contenuti offerti dai canali in ogni momento, pertanto per assicurare agli spettatori di trovare sempre e comunque il programma desiderato e per limitare le chiusure di abbonamenti legati all'impossibilità di usufruire del servizio per via dei vari impegni lavorativi, familiari e sociali in generale. HBO on Demand è disponibile sia in definizione standard che alta sulla maggior parte dei provider di tv via cavo e satellite. Dal 3 gennaio del 2011, HBO propone anche un abbonamento particolare per tutti i clienti di Time Warner Cable, Comcast e Verizon FiOS, esso prevede la possibilità di guardare una selezione di film in 3D on demand: HBO diviene, in questo modo, il primo canale premium e il primo network via cavo ad offrire un servizio on demand esclusivamente in 3D. Il servizio HBO on Demand è stato infine lanciato nel 2015 nel Regno Unito, sul canale a pagamento TalkTalkTV come servizio domestico reso disponibile dai box set del provider e non si limita allo streaming on demand: i film, una volta scaricati, vengono conservati nell'account del cliente.
- HBO Go, lanciato il 18 febbraio 2010, è un sito web che offre 600 ore di contenuti disponibili per lo streaming in definizione standard o alta. Il contenuto comprende: la programmazione originale HBO, film, speciali, commedie, documentari, sport e la programmazione notturna per adulti[2]. È disponibile per gli abbonati HBO di Verizon FIOS, AT & T U-verse, Google TV, Cox Communications, Comcast, DirecTV, Dish Network, Suddenlink Communications e Charter Communications. La versione di HBO Go per iPad, iPhone e Android venne lanciata il 29 aprile 2011[3]. L'applicazione venne scaricata oltre un milione di volte nella prima settimana[4], e registrò oltre tre milioni di download entro la fine di giugno 2011[5] HBO Go è il successore di HBO on Broadband, originariamente lanciato nel gennaio 2008 per i nuovi clienti Time Warner Cable a Green Bay e Milwaukee, Wisconsin.[6][7]. Per usufruire del servizio bisogna essere un cliente abbonato ad HBO e avere come fornitore di servizi Internet la loro società. Dal 27 marzo 2012, HBO Go è disponibile su Xbox 360 come applicazione, ma necessita di entrambi gli abbonamenti HBO Go e Xbox Live Gold.[8] Il 15 ottobre del 2014, la HBO ha annunciato progetti riguardo a un abbonamento per lo streaming on demand "al di sopra della rete" (over-the-top) per il 2015. Il servizio consiste in un'offerta indipendente, che pertanto non richiede un abbonamento televisivo attivo. HBO Now è stato inaugurato il 9 marzo 2015, ma lanciato ufficialmente il 7 aprile dello stesso anno. Il servizio è nato in collaborazione con Apple Inc., difatti inizialmente è stato distribuito su Apple TV e sui dispositivi iOS e promosso tramite una prova gratuita di un mese, alla quale sarebbe seguito il normale abbonamento, che ammonta a $15 mensili. In seguito HBO Now è stato reso disponibile anche su altri ISP (fornitori di servizi internet). Il servizio è identico a HBO Go in merito a contenuti e funzionalità. I nuovi episodi delle serie tv della HBO sono solitamente pubblicati nello stesso giorno, e di solito alla stessa ora, della pubblicazione sul canale tv. L'App Store, della Apple Inc, continua ad offrire prove gratuite di un mese ed altri incentivi per promuovere l'aumento di abbonamenti.